# Voïvodie de Lublin (1919-1939)
1919–1939
La voïvodie de Lwów est une entité administrative de la Deuxième République de Pologne. Créée en 1919, elle cessa d'exister en 1939. Sa capitale était la ville de Lublin.

## Villes principales
- Lublin
- Siedlce
- Chełm
- Zamość
- Biała Podlaska
- Międzyrzec Podlaski
- Łuków
- Hrubieszów
- Kraśnik
- Puławy

## Démographie
D'après le recensement effectué en 1921.
- Polonais 1 782 221 (85,4%)
- Juifs 227 902 (10,9%)
- Ukrainiens 63 079 (3,0%)
- Allemands 10 933 (0,52%)

## Religions
- catholiques 1 619 755 (77,6%)
- juifs 287 639 (13,8%)
- orthodoxes 152 589 (7,3%)
- évangéliques 17 065 (0,8%)